# Bévillers
 Bévillers  es una población y comuna francesa, en la región de Norte-Paso de Calais, departamento de Norte, en el distrito de Cambrai y cantón de Carnières.

## Demografía
| 720 | 754 | 820 | 933 | 1 031 | 1 005 | 1 087 | 1 073 | 1 115 | 1 161 | 1 170 | 1 190 | 1 163 | 1 119 | 1 167 | 1 236 | 1 223 | 1 218 | 1 234 | 1 238 | 1 065 | 1 077 | 1 031 | 951 | 850 | 758 | 609 | 586 | 534 | 525 | 584 | 565 |
| Para los censos de 1962 a 1999 la población legal corresponde a la población sin duplicidades (Fuente: INSEE [Consultar]) |     |     |     |       |       |       |       |       |       |       |       |       |       |       |       |       |       |       |       |       |       |       |     |     |     |     |     |     |     |     |     |